# قتل عائلة ماكستاي
وقعت جريمة قتل عائلة ماكستاي في 4 فبراير 2010، أو في تاريخ قريب منه، عندما اختفت العائلة من منزلها في فالبروك، كاليفورنيا، الولايات المتحدة الأمريكية؛ تم العثور على جثثهم في 13 نوفمبر 2013 في الصحراء بالقرب من فيكتورفيل، كاليفورنيا. وقد غطت وسائل الإعلام الحكومية اختفاءهم على نطاق واسع.
في 7 نوفمبر 2014، أعلنت الشرطة أنها اعتقلت تشارلز «تشيس» ميريت، شريك جوزيف ماكستاي التجاري، وتعتزم اتهامه بالقتل. بدأت المحاكمة في سان برناردينو في 7 يناير 2019. في 10 يونيو 2019، أدانت هيئة المحلفين ميريت بقتل عائلة ماكستاي. حُكم عليه بالإعدام في 21 يناير 2020.

## خلفية
في عام 2010، عاش جوزيف ماكستاي (40 عامًا) وزوجته سمر (43 عامًا) مع ابنيهما جياني (4 سنوات) وجوزيف جونيور (3 سنوات) في فولبروك، كاليفورنيا. يمتلك جوزيف ويدير Earth Research Products، وهي شركة تبني نوافير مزخرفة، وسمر هي وكيل عقاري مرخص. ولدت سمر باسم فرجينيا ليزا أراندا، وعرفت أيضا باسم سمر مارتيللي.

## الاختفاء
في 4 فبراير 2010، في الساعة 7:47 مساء، التقط نظام مراقبة أحد الجيران أسفل 18 بوصة من السيارة، والتي كان يعتقد أنها سيارة إيسوزو لعائلة ماكستاي لعام 1996. لا يمكن رؤية ركاب السيارة في سجلات المراقبة. في الساعة 8:28 مساءً، اتصل هاتف جوزيف الخلوي بشريكه التجاري تشارلز تشيس ميريت، وتم تحويل المكالمة إلى البريد الصوتي. أخبر ميريت الشرطة لاحقًا أنه تجاهل البريد الصوتي لأنه كان يشاهد فيلمًا. ضرب هاتف جوزيف برج في فاربروك.
في الأيام التالية، حاول أقارب ماكستاي الاتصال بالأسرة دون نجاح. في 13 فبراير، ذهب شقيق جوزيف، مايكل، إلى منزل ماكستاي ووجد نافذة مفتوحة خلفه، ثم تسلق ودخل المنزل. لم يجد مايكل أي شخص في العائلة، وكان كلابهما في الفناء الخلفي. في 15 فبراير، اتصل مايكل بقسم أمن مقاطعة سان دييغو للإبلاغ عن اختفاء شقيقه وعائلته. وصلت الشرطة إلى المنزل وطلبت مذكرة تفتيش، تم تنفيذها في 19 فبراير 2010. على الرغم من أن تفتيش المنزل لم يعثر على أدلة على القتال أو القتل، إلا أن هناك علامات على أن شخصًا ما قد غادر على عجل: ترك صندوق من البيض على المنضدة، وكان هناك وعاءان من الفشار بحجم الأطفال على الأريكة.
وأثناء التحقيق، علمت الشرطة أنه في حوالي الساعة الحادية عشرة من مساء يوم 8 فبراير، جُر سيارة إيسوزو تروبر التابعة للعائلة من موقف للسيارات في مركز تجاري في سان إيسيدرو، سان دييغو، بالقرب من الحدود المكسيكية. ويُعتقد أنها توقفت هناك بين الساعة 5:30 والساعة 7:00 من مساء ذلك اليوم. وما زال مكان السيارة من 4 إلى 8 فبراير مجهولا.

## اكتشاف الرفات
في 11 نوفمبر 2013، عثر سائق دراجة نارية على رفات أربعة أشخاص مدفونين في قبرين ضحلين في الصحراء بالقرب من فيكتورفيل، كاليفورنيا. ووالد جوزيف، باتريك ماكسويل، أُبلغ بهذا الاكتشاف واتصل بجيري دين، المدافع عن الأشخاص المفقودين، ليخبرها بما يعرفه. قالت دين في مدونتها إنها عندما تلقت مكالمة، كانت قد أنهت للتو برنامجا إذاعيا لإذاعة سان دييغو KNSJ، وسألت عما إذا كان بإمكانها إخبار أتباعها بما قاله لها. بعد يومين، تم تحديد مجموعتين من الرفات رسمياً على أنها رفات جوزيف وسومر ماكستاي. وقد اعتبرت هذه الوفيات عمليات قتل، وذكرت سلطات مقاطعة سان برناردينو أنها تعتقد أن الأسرة قد توفيت بسبب جروح حادة في منزلها، لكنها رفضت مناقشة تفاصيل الوفاة أو دوافعها.

## الاعتقال والمحاكمة
في 5 نوفمبر 2014، اعتقل المحققون من إدارة الأمن في مقاطعة سان برناردينو ميريت بعد اكتشاف أنه تم العثور على الحمض النووي لميريت في سيارتهم، لأنه كان على صلة بوفاة عائلة ماكستاي. وأُعلن عن اعتقاله في 7 نوفمبر 2014. وُجهت إلى ميريت أربع تهم بالقتل العمد، وطلب المدعي العام الإقليمي عقوبة الإعدام. وفي يوليو 2015، قدم محامي دفاع ميريت طلبا لرفض القضية بسبب الصياغة التي استخدمها الادعاء في توجيه الاتهام.
اتهم المدعون ميريت بمشاكل المقامرة وقتله عائلة ماكستاي لتحقيق مكاسب مالية. قالوا أنه في الأيام التي تلت مقتل عائلة جوزيف، كتب شيكات على حساب جوزيف التجاري بما مجموعه أكثر من 21,000 دولار، ثم قامر بعنف في كازينوهات قريبة، وخسر آلاف الدولارات. أرجئت محاكمة ميريت بسبب فصله المتكرر لمحاميه أو محاولته الدفاع عن نفسه. وفي فبراير 2016، كان قد استعان بخمسة محامين..

## وصلات خارجية
- Missing McStay family killed, buried in desert, sheriff says (archive)